# هدم إسرائيل للممتلكات الفلسطينية

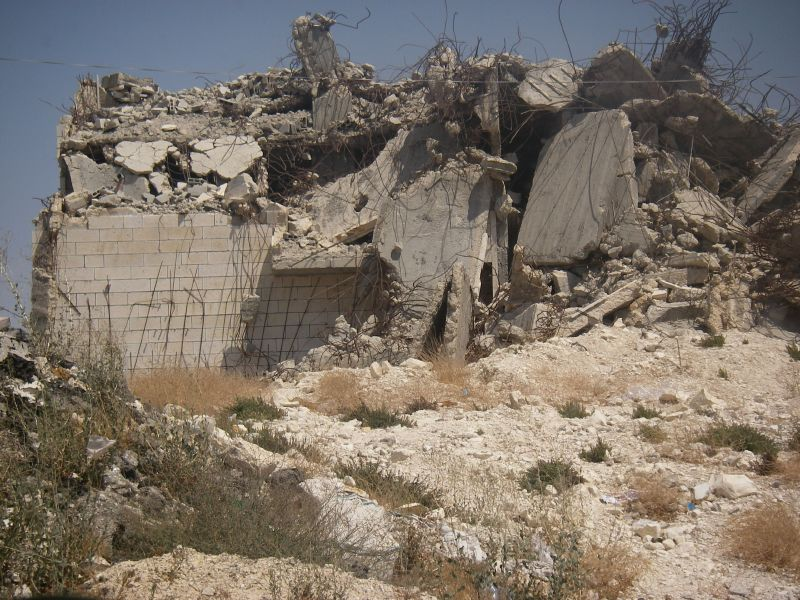
صُورَة لِمَنْزِل فلسْطيني مَهْدوم بِواسِطَة قُوَات الجيش الإِسْرائيلِيَ

هدم البيوت هِي طَريقَة تَسْتَخْدِمُها قُواتُ الجيش الإِسْرائيلي في القُدْسِ والضَفَةِ اْلغَرْبِيَةِ وقِطاعِ غَزَة ضِدْ الفِلِسْطينيين، ومُنْذُ احتلال الأراضي الفلسطينية في أعقاب نكسة 5 يونيو 1967 وحتى عام 2015 قدرت اللجنة الإسرائيلية لمناهضة هدم المنازل أن إسرائيل دَمَّرَت 48,488 مَبنى فلسطينيا، وقد يتم الهدم لفرض قوانين ولوائح البناء التي يضعها الجيش الإسرائيلي في الأراضي الفلسطينية المحتلة، وتشمل تفسيرات جيش الاحتلال الإسرائيلي لعمليات هدم المنازل استخدامه كإجراء أمني مضاد للتمرد لعرقلة العمليات العسكرية أو وقفها، وَتَزْعُم أَنَّها تُشَّكِل رادِعاً قَوِيَاً ضِدْ الإِرْهاب، مِما يَخْفِضْ كَثيراً مِنْ الْهَجَماتِ الإِرْهابِيَة الفلسطينية (1) ، وقَدْ انْتَقَدَتْ مُنَظَّماتُ حُقوقِ الإِنْسانِ والأمم المتحدة عمليات الهدم المستمرة للمنازل الفلسطينية على أنها تنتهك القانون الدولي، وقد اعتبرت منظمة العفو الدولية أن الحكومة الإسرائيلية تستخدم بالفعل عمليات الهدم؛ لمعاقبة الفلسطينيين بشكل جماعي، والاستيلاء على ممتلكاتهم؛ لتوسيع إسرائيل، وقد نصح ثيودر ميرون الحكومة الإسرائيلية في عام 1968، أي بعد فترة وجيزة من احتلال الأراضي الفلسطينية في نكسة 5 يونيو 1967، حيث أخبرهم أن هذه الممارسات تتنافى مع القانون الدولي، ولا سيما مع اتفاقيات جنيف، وقد استخدمت عملية الهدم أحيانا؛ لِإِزالِة المَواقِعِ الْإِسْرائيلِيَة الغِير قانونِيَة، واُسْتُخْدَمَتْ عَامُ 2005 أَيْضاً؛ لِتَفْكيك المستوطنات في غزة.وأفادت اللجنة الإسرائيلية ضد هدم المنازل أنه بحلول عام 2022، دمرت إسرائيل ما مجموعه 55048 مبنى فلسطينيًا. وفي الأشهر الأولى من الصراع الحالي بين إسرائيل وحماس، هدمت إسرائيل أيضًا أكثر من 2000 مسكن فلسطيني في الضفة الغربية.

## تاريخ
نشأت ممارسات هدم البيوت في عهد الانتداب البريطاني على فلسطين، وهذا عندما أعطت الحكومة السلطة للقادة العسكريين؛ لمصادرة وهدم أي منزل أو هيكل، وخلال الثورة العربية في فلسطين -التي حدثت في الفترة (1936:1939)- قام الجيش البريطاني في كثير من الأحيان بهدم المنازل في القرى المساهمة في نشاط الثورة، وأحيانًا قام بتدمير قرى بأكملها، وقد هُدِمَ نَحْو 2000 مَنْزِل عَرَبي خِلال الثَوْرَة الْعَرَبِيَة، وَفي عام 1945 أصدرت السلطات لوائح الدفاع (الطوارئ)، وفيها بالمادة 119 تم جعل هذه الممارسات متاحة للقائد العسكري المحلي دون الحد أو الاستئناف، وفي خلال التمرد اليهودي ضد البريطانيين في أربعينيات القرن العشرين استخدم البريطانيون هذا التكتيك مرة واحدة ضد اليهود، وهذا في أغسطس 1947، ولكن بعد فشل هذه الطريقة في قمع التمرد اليهودي، حصل الجيش البريطاني على تصريح من المفوض السامي؛ لهدم المنازل اليهودية، وفي وقت لاحق تم تدمير منزل يهودي في حي جفعات شاؤول في القدس، حيث تم اكتشاف أسلحة أثناء البحث الروتيني، وفي عام 1968 –بعد احتلال إسرائيل للضفة الغربية وقطاع غزة- نصح ثيودر ميرون -المستشار القانوني لوزارة الخارجية الإسرائيلية آنذاك- بأن هدم المنازل -حتى منازل الإرهابيين المشتبه فيهم (من وجهة نظرهم)- ينتهك اتفاقية جنيف الرابعة لعام 1949 بشأن حماية المدنيين في الحرب، وقال إن اتخاذ مثل هذه التدابير كما لو كانت استمرارية مع لوائح الطوارئ الإلزامية البريطانية قد يكون مفيدًا، ولكنه غير مقنع من الناحية القانونية، وقد تم تجاهل نصيحته، وفي خلال الانتفاضة الثانية اعتمد الجيش الإسرائيلي سياسة هدم المنازل عقب موجة من التفجيرات الانتحارية، وبررت إسرائيل هذه الممارسات على أساس ردع الإرهاب (1)، وقدمت حافزا لأسر الانتحاريين المحتملين؛ لثني المفجر عن الهجوم، وكان من الممكن لدى الإسرائيليين أن يقوموا بعمليات الهدم أثناء القتال، وخلال عملية الدرع الواقي قتل العديد من جنود الجيش الإسرائيلي في وقت مبكر من النزاع، وذلك أثناء قيامهم بتفتيش المنازل التي تحتوي على مسلحين، وردا على ذلك، بدأ الجيش الإسرائيلي بتوظيف تكتيكات تحيط بهذه المنازل، وقاموا بدعوة السكان -المدنيين والمسلحين- إلى الخروج من المنازل، وقاموا بهدم المنازل على رأس المسلحين الذين لا يستسلمون، وفي خلال عملية قوس قزح عام 2004 استخدمت جرافات مدرعة ثقيلة من قبل الجيش الإسرائيلي؛ لهدم المنازل، وذلك لتوسيع الأزقة، وكشف الأنفاق أو تأمين مواقع لقوات الجيش الإسرائيلي، والنتيجة كانت هي الاستخدام العشوائي لعمليات الهدمضد المساكن المدنية التي لا علاقة لها بالإرهاب، والتي أدت إلى تشريد 1000 شخص في مخيم رفح للاجئين، ووفقا لتقرير صادر عن منظمة العفو المدنية عام 1999، فإن عمليات هدم المنازل تتم عادة دون سابق إنذار، ولا يمنح سكان المنزل وقتًا كافيًا للإخلاء، وفي فبراير 2005 أمرت وزارة الدفاع الإسرائيلية بإنهاء هدم المنازل بغرض معاقبة أسر المفجرين الانتحاريين ما لم يكن هناك تغير شديد في الظروف، ومع ذلك استمرت عمليات هدم المنازل، لأسباب أخرى، وفي عام 2010 هدم 315 مبنى مملوكًا للفلسطينيين في القدس الشرقية، والمنطقة جـ -بما في ذلك 14 مبني هدمها أصحابها بعد أوامر الهدم- وتم تشريد 402 شخص، وتضرر حوالي 1296 شخص، وفي عام 2009، وبعد سلسلة من الهجمات القاتلة التي قام بها الفلسطينيون ضد الإسرائيليين في القدس حكمت محكمة العدل العليا الإسرائيلية لصالح قوات الدفاع الإسرائيلية بإغلاق منازل أسر الإرهابيين الفلسطينيين (1) كردع ضد الإرهاب، وفي عام 2016 قامت إسرائيل بهدم أكثر من ألف منزل

## وسائل الهدم
تُجري عمليات الهدم من قبل فيلق الهندسة القتالية للجيش الإسرائيلي باستخدام الجرافات المدرعة، وعادة ما تكون كاتربيلر دي-9، ولكن أيضاً مع الحفارات، وذلك للمباني متعددة الطوابق، وجرافات العجلة، وذلك للمنازل الصغيرة ذات المخاطر المنخفضة، وكثيرا ما تستخدم قوات الدفاع الإسرائيلية المدرعة الثقيلة D9 عندما يكون هناك خطر هدم المبنى، مثلاً عندما يكون المتمردون المسلحون محاصرين داخل، وتدمر المباني متعددة الطوابق والشقق والمختبرات المتفجرة من خلال أجهزة متفجرة وضعها خبراء هدم الجيش الإسرائيلي.

## الهدم الإداري

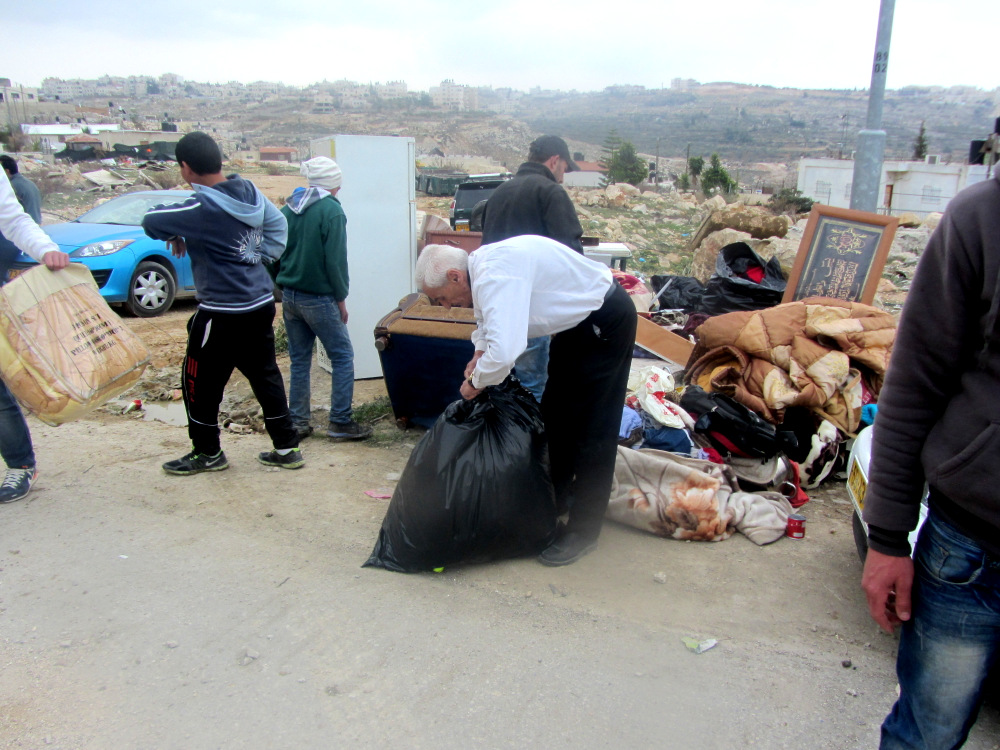
عائلة إدريس تجمع أمتعتها بعد الهدم (بيت حنينا، 2014)

يُزعم أن بعض عمليات هدم المنازل قد نُفذت لأن المنازل ربما تكون قد بُنيت دون ترخيص، أو لأنها تنتهك مختلف قوانين أو مراسيم أو لوائح البناء. وتدعي منظمة العفو الدولية أن السلطات الإسرائيلية ترفض بصورة منهجية في الواقع طلبات الحصول على تصاريح بناء في المناطق العربية كوسيلة للاستيلاء على الأراضي. وهذا ما تطعن فيه مصادر إسرائيلية تزعم أن نسبة الموافقات على الطلبات تتماثل بين العرب واليهود على حدٍ سواء.
كتب الدكتور مائير مرغليت من اللجنة الإسرائيلية لمناهضة هدم المنازل:
والفكرة هنا هي أن التهديد الوطني يستدعي استجابة وطنية، عدوانية دائمًا. وبناءً على ذلك، فإن البيت اليهودي بدون ترخيص يعتبر مشكلة حضرية. لكن المنزل الفلسطيني بدون ترخيص يشكل تهديدا استراتيجيا. أي مبنى يهودي بدون ترخيص هو "يطعن في القانون". فلسطيني يفعل الشيء نفسه هو تحدى السيادة اليهودية على القدس.

## الهدم العقابي

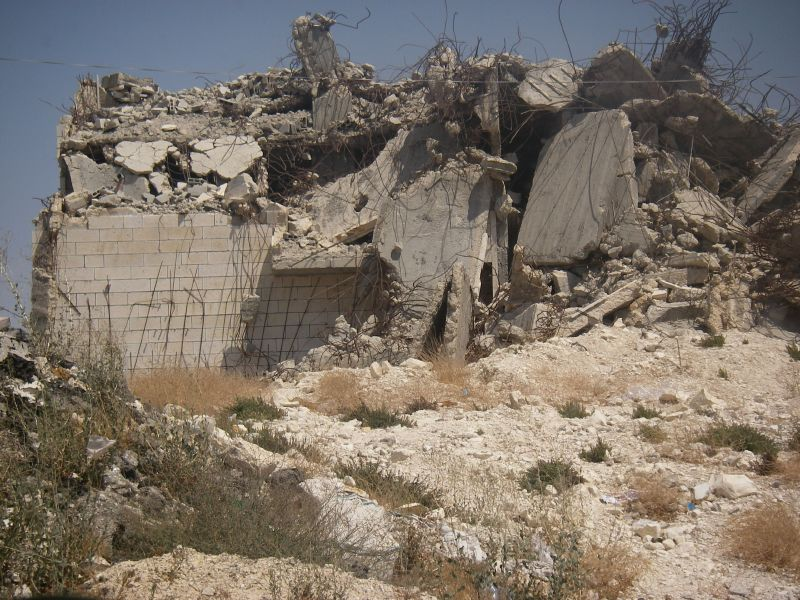
منزل فلسطيني بعد هدمه من قبل القوات العسكرية الإسرائيلية

على الرغم من أن البريطانيين ألغوا  لوائح الدفاع (الطوارئ) الانتدابية في فلسطين عند تشكيلها.  أعطت هذه اللوائح سلطة القادة العسكريين بمصادرة وهدم "أي منزل أو مبنى أو أرض".
في عام 1968، بعد أن احتلت إسرائيل الضفة الغربية وغزة، نصح تيودور ميرون، المستشار القانوني لوزارة الخارجية الإسرائيلية آنذاك، مكتب رئيس الوزراء في مذكرة سرية للغاية بأن هدم المنازل، حتى مساكن الإرهابيين المشتبه بهم، ينتهك اتفاقية جنيف الرابعة لعام 1949 بشأن حماية المدنيين في الحرب. وقد يكون اتخاذ مثل هذه التدابير، كما لو كانت استمرارًا للوائح الطوارئ الإلزامية البريطانية، مفيدا مثل الهسبارا ولكنه "غير مقنع من الناحية القانونية". تم تجاهل النصيحة. ويرى غيرشوم غورينبرغ أن جميع علماء القانون الدولي تقريبًا، بمن فيهم الخبراء الإسرائيليون البارزون، يشاطرونه الرأي. وقد بدأت ممارسة هدم منازل الفلسطينيين في غضون يومين من غزو المنطقة في البلدة القديمة بالقدس المعروفة بالحي المغربي، والمجاورة لحائط البراق. ومن أولى التدابير المتخذة، دون إذن قانوني، عند الاستيلاء على القدس في عام 1967، طرد 650 فلسطينيا من منازلهم في قلب القدس، وتحويلها إلى أنقاض لإفساح المجال لبناء الساحة. منذ بداية احتلال الأراضي الفلسطينية حتى عام 2019، ووفقاً لتقديرات المركز الدولي لإزالة الألغام للأغراض الإنسانية، هدمت إسرائيل 49,532 مبنى فلسطينيا، مع ما صاحب ذلك من تهجير لمئات الآلاف من الفلسطينيين. تعتبر إسرائيل ممارستها شكلا من أشكال ردع الإرهاب، لأن المناضل يضطر في النهاية إلى النظر في أثر أفعاله على أسرته. قبل الانتفاضة الأولى، كان يعتبر هذا الإجراء مستخدما فقط في ظروف استثنائية، ولكن مع تلك الانتفاضة أصبح شائعا، ولم يعد يتطلب موافقة وزير الدفاع، بل إجراء متروكا لتقدير القادة الإقليميين. نسفت إسرائيل 103 منازل في عام 1987. في العام التالي ارتفع العدد إلى 423. هُدم 510 منزل فلسطيني لرجال يزعم تورطهم في جرائم أمنية أو إدانتهم بها، أو لأن المنازل تعمل كمخابئ لأعمال معادية للجيش الإسرائيلي أو المستوطنين. وتعرض 110 آخرون للقصف اعتقادا بوجود رجال مسلحين في الداخل، وبشكل عام هُدم 1,497 آخرين بسبب افتقارهم إلى تراخيص البناء الإسرائيلية، مما ترك ما يقدر بنحو 10,000 طفل بلا مأوى. وبين سبتمبر/أيلول 2000 ونهاية عام 2004، من بين 4,100 منزل أمر الجيش الإسرائيلي بهدمها في الأراضي، نُفيذ 628 منزلا، يأوي 3,983 شخصًا، كعقاب لأن أحد أفراد الأسرة كان متورطا في الانتفاضة الثانية. منذ عام 2006 وحتى 31 آب 2018، هدمت إسرائيل ما لا يقل عن 1,360 وحدة سكنية فلسطينية في الضفة الغربية (باستثناء القدس الشرقية)، مما تسبب في فقدان 6,115 شخصًا – من بينهم 3,094 قاصرًا على الأقل – منازلهم. 698 من هذه المنازل، هي منازل ل 2,948 فلسطينيا، من بينهم 1,334 قاصرًا، دُمرت في غور الأردن (كانون الثاني/يناير 2006 – أيلول/سبتمبر 2017). تعتبر انتهاكات قوانين البناء هي جريمة جنائية في القانون الإسرائيلي، ولم يمتد هذا إلى الضفة الغربية إلا في عام 2007. هدمت إسرائيل أو أجبرت أصحابها على هدم 1097 منزلا في القدس الشرقية بين عامي 2004 و2020، تاركة 3,579 شخصًا، من بينهم 1,899 قاصرًا، بلا مأوى. يقدر عدد المنازل التي هُدمت في بقية أنحاء الضفة الغربية منذ العام 2006 وحتى 30 أيلول/سبتمبر 2018 بما لا يقل عن 1,373 منزلا، مما أدى إلى تشريد 6,133 فلسطينيا، من بينهم 3,103 قاصرين. ولم تتم مقاضاة أي مستوطن على الإطلاق لتورطه في مثل هذه المخالفات، ولم يؤد سوى 3% من الانتهاكات المبلغ عنها من قبل المستوطنين إلى عمليات هدم. حتى أكواخ الرعاة، التي تم دفع الضرائب عليها حسب الأصول، يمكن هدمها. قصرًا.}}
خلال الانتفاضة الثانية، تبنى الجيش الإسرائيلي سياسة هدم المنازل في أعقاب موجة من التفجيرات الانتحارية. وبررت إسرائيل هذه السياسة على أساس الردع ضد الإرهاب، وتوفير حافز لأسر الانتحاريين المحتملين لثني الانتحاري عن القيام بعمليات الانتحارية. يُمكن أن تحدث عمليات الهدم أيضا أثناء القتال. وخلال عملية الدرع الواقي، قتل عدد من جنود جيش الاحتلال الإسرائيلي في وقت مبكر من الصراع أثناء تفتيش المنازل التي تضم مسلحين. وردا على ذلك، بدأ الجيش الإسرائيلي في استخدام تكتيك تطويق هذه المنازل، ودعوة قاطنيها (المدنيين والمسلحين) إلى الخروج، وهدم المنزل فوق المسلحين الذين لا يستسلمون. هذا التكتيك، المسمى نوهال سير لاشاتز (بالعبرية: נוהל סיר לחץ، "وعاء الضغط")، يستخدم ذلك الآن كلما كان ذلك ممكنا (أي مبنى غير متعدد الطوابق منفصل عن المنازل الأخرى). وفي بعض حوادث القتال العنيف، لا سيما في مجزرة جنين عام 2002 وعملية قوس قزح في رفح عام 2004، استخدمت جرافات كاتربيلر دي-9 المدرعة التابعة للجيش الإسرائيلي لهدم المنازل لتوسيع الأزقة، أو كشف الأنفاق، أو لتأمين مواقع لقوات الجيش الإسرائيلي. وكانت النتيجة الاستخدام العشوائي لعمليات الهدم ضد مساكن المدنيين غير المرتبطة بالإرهاب، مما أدى إلى تشريد 1,000 شخص في مخيم رفح للاجئين.
ووفقا لتقرير صادر عن منظمة العفو الدولية في عام 1999، فإن هدم المنازل تحصل عادةً دون سابق إنذار ولا يمنح سكان المنزل سوى القليل من الوقت لإخلائه. وطبقًا لتقرير هيومن رايتس ووتش الصادر عام 2004، فإن العديد من الأسر في رفح تمتلك "مجموعة من المنازل". على سبيل المثال، قد تملك الأسرة "منزلا صغيرا كان موجودا في المخيم من أيام سابقة، وغالبا ما لا يحتوي على أكثر من سقف من الأسبست". في وقت لاحق، سيبني الأبناء بيوتًا في مكان قريب عندما يؤسسون أسرهم الخاصة.
وفي شباط/فبراير 2005، أمرت وزارة الدفاع بإنهاء هدم المنازل بغرض معاقبة أسر الانتحاريين ما لم يحدث "تغير شديد في الظروف". ومع ذلك، تستمر عمليات هدم المنازل لأسباب أخرى.
في عام 2009، بعد سلسلة من الهجمات القاتلة التي نفذها فلسطينيون ضد إسرائيليين في القدس، قضت محكمة العدل العليا الإسرائيلية لصالح الجيش الإسرائيلي بإغلاق منازل عائلات منفذي الهجمات الفلسطينيين كرادع ضد الإرهاب. وكإجراء عقابي، خلصت دراسة أجرتها مجموعة من جامعة نورث وسترن والجامعة العبرية إلى أن عمليات الهدم السريعة أدت إلى خفض الهجمات الانتحارية لمدة شهر، وأنها رادع فعال ضد الإرهاب. وهي مرتبطة بهوية صاحب المنزل، وتؤدي إلى "انخفاض كبير" في الهجمات الفلسطينية. وعلى العكس من ذلك، فإن تقريرًا داخليا للجيش الإسرائيلي في عام 2005، يحلل فعالية السياسة خلال الانتفاضة الثانية التي هدم فيها 3000 منزل مدني، وجد أن الهجمات الإرهابية زادت بعد هدم المنازل، وحفزت فقط على كراهية إسرائيل، والأضرار الناجمة تفوق أي فوائد، وأوصى بإسقاط هذه الممارسة.
وقد انتقدت منظمة العفو الدولية غياب الإجراءات القانونية الواجبة في استخدام إسرائيل لهدم المنازل. تُنفذ العديد من عمليات الهدم دون سابق إنذار أو فرصة لصاحب المنزل للاستئناف. في عام 2002، استُأنفت قضية هدم مقترحة أمام المحكمة العليا الإسرائيلية التي قضت بأنه يجب أن يكون هناك حق في الاستئناف ما لم يكن ذلك "يعرض حياة الإسرائيليين للخطر أو إذا كانت هناك أنشطة قتالية في المنطقة المجاورة". وفي حكم لاحق، قررت المحكمة العليا أنه يمكن تنفيذ عمليات الهدم دون تحذير مسبق أو اتباع الإجراءات القانونية الواجبة إذا كان الإخطار المسبق سيعيق الهدم. وتصف منظمة العفو الدولية ذلك بأنه "ضوء أخضر فعلي" للهدم دون سابق إنذار.
تتشبع الهوية الفلسطينية بعمق مع الشعور بالخسارة الوطنية والمكان الذي ولدته النكبة، ووفقًا للأطباء الذين يدرسون سكان الضفة الغربية الذين دمرت منازلهم، فإن مثل هذه الأحداث تسبب صدمة جديدة للنكبة في الأسر المتضررة.
في 8 يوليو 2021، هدمت قوات الجيش الإسرائيلي قصرًا فاخرًا في ترمسعيا كان منزل عائلة سناء شلبي، التي كانت تعيش بمفردها هناك مع ثلاثة من أطفالها. كانت الزوجة منفصلة عن منتصر شلبي، وهو فلسطيني أمريكي قتل مواطنًا إسرائيليًا في مايو. انفصلت الزوجة عن منتصر منذ عام 2008، وكان زوجها قد تزوج من ثلاث نساء أخريات في هذه الأثناء. صرحت السفارة الأمريكية في إسرائيل أنه "لا ينبغي هدم منزل عائلة بأكملها بسبب أفعال فرد واحد". وصف جدعون ليفي هذا الهدم بأنه مثال على الفصل العنصري لأن الإرهابيين اليهود لم يدمروا منازل عائلاتهم أبدًا.

## إحصائيات
أصبح ما لا يقل عن 741 فلسطينيا في الضفة الغربية المحتلة والقدس الشرقية بلا مأوى بين يناير/كانون الثاني و30 سبتمبر/أيلول 2020 بسبب عمليات الهدم، وفقا للبيانات التي جمعتها منظمة بتسيلم الحقوقية الإسرائيلية.
وحتى 23 آب/أغسطس 2020، هدمت 89 وحدة سكنية في القدس الشرقية، مقارنة ب 104 وحدة في العام 2019 و72 وحدة في العام 2018. وفي الأسابيع الثلاثة الأولى من شهر آب/أغسطس، هُدم 24 منزلًا.
قرية العقبة الفلسطينية، الواقعة في شمال شرق الضفة الغربية، مهددة بأوامر الهدم التي أصدرتها الإدارة المدنية الإسرائيلية ضد القرية بأكملها. وكانت الإدارة المدنية قد صادرت في السابق مساحات كبيرة من الأراضي المسجلة في القرية، وحتى مايو/أيار 2008 هددت بهدم المباني التالية: المسجد، والعيادة الطبية التي تمولها الحكومة البريطانية، وروضة الأطفال الممولة دوليًا، ومبنى جمعية المرأة الريفية، والطرق، وخزان المياه، وجميع المنازل الخاصة تقريبًا. وفقا لتحالف إعادة البناء، وهي منظمة مقرها كاليفورنيا تعارض هدم المنازل، قام الحاج سامي صادق، عمدة القرية، بتوزيع رسالة مفتوحة يطلب فيها المساعدة. ويقال إن غوش شالوم، كتلة السلام الإسرائيلية، واللجنة الإسرائيلية لمناهضة هدم المنازل تدعم الحملة.

### الصراعات الأخيرة
استُخدم هدم المنازل بطريقة متقطعة من قبل الحكومة الإسرائيلية خلال الانتفاضة الثانية. وقد دُمر أكثر من 3000 منزل بهذه الطريقة. استخدم هدم المنازل لتدمير منازل عائلة صالح عبد الرحيم الصوي، مرتكب مجزرة حافلة تل أبيب 5، ويحيى عياش، صانع القنابل الرئيسي في حماس، المعروف باسم "المهندس"، وكذلك مرتكبي تفجيرات حافلة القدس الأولى والثانية 18، وتفجير محطة حافلات عسقلان.
وفقا لحركة السلام الآن، توسعت الموافقات على البناء في المستوطنات الإسرائيلية في القدس الشرقية بنسبة 60% منذ أن أصبح ترامب رئيسا للولايات المتحدة في عام 2017. منذ عام 1991، حصل الفلسطينيون الذين يشكلون غالبية سكان المنطقة على 30% فقط من تراخيص البناء.

### المنطقة ج
وفقًا لمنظمة بتسيلم، منذ اتفاقات أوسلو عام 1993، أصدرت إسرائيل أكثر من 14,600 أمر هدم للبنية التحتية الفلسطينية، دُمرت منها حوالي 2,925. في الفترة 2000-2012، منح الفلسطينيون 211 ترخيصًا فقط للبناء، وفي الفترة من 2009 إلى 2012، تم منح 27 ترخيصا فقط. في عام 2014، وفقا لوكالة معا الإخبارية، نقلا عن بمكوم، أصدر تصريح واحد فقط من هذا القبيل. [هل المصدر موثوق به؟] [بحاجة لتوضيح]
في 7 يوليو 2021، قال المجلس النرويجي للاجئين (NRC) إن إسرائيل أعلنت حمصة البقيعة "منطقة عسكرية مغلقة" ومنعت وصول المراقبين الدوليين. وقال المجلس النرويجي للاجئين إن على السلطات الإسرائيلية "أن توقف فورًا محاولات الترحيل القسري لنحو 70 فلسطينيا، من بينهم 35 طفلا" بعد هدم ممتلكات التجمع البدوي للمرة السابعة منذ نوفمبر/تشرين الثاني 2020.

## الوضع القانوني
يخضع استخدام هدم المنازل بموجب القانون الدولي اليوم لاتفاقية جنيف الرابعة، التي أصدرت في عام 1949، والتي تحمي غير المقاتلين في الأراضي المحتلة. وتنص المادة 53 على أن "أي تدمير من جانب دولة الاحتلال لممتلكات عقارية أو شخصية مملوكة فرديا أو جماعيا لأشخاص عاديين ... محظورة، إلا إذا كانت العمليات العسكرية تقتضي حتما هذا التدمير". يعتبر هدم المنازل شكلا من أشكال العقاب الجماعي. ووفقا لقانون الاحتلال، يحظر تدمير الممتلكات، إلا لأسباب الضرورة العسكرية القصوى.
ومع ذلك، تؤكد إسرائيل، وهي طرف في اتفاقية جنيف الرابعة، أن أحكام الاتفاقية لا تنطبق على الأراضي الفلسطينية على أساس أن الأراضي لا تشكل دولة طرفا في اتفاقية جنيف الرابعة. هذا الموقف مرفوض من قبل منظمات حقوق الإنسان مثل منظمة العفو الدولية، التي تشير إلى أنه "من المبادئ الأساسية لقانون حقوق الإنسان أن المعاهدات الدولية لحقوق الإنسان تنطبق في جميع المجالات التي تمارس فيها الدول الأطراف سيطرة فعلية، بغض النظر عما إذا كانت تمارس السيادة في تلك المنطقة أم لا".

## التبرير والنقد

### المؤيدون
عادةً ما يُبرر الجيش الإسرائيلي هدم المنازل على أساس:
- الردع، الذي يتحقق من خلال ردع أقارب الذين ينفذون، أو يشتبه في تورطهم في تنفيذ الهجمات[6] ويطلق بنمليك وبريبي وكلور على عمليات الهدم من هذا النوع، التي تستهدف منازل نشطاء النضال، "عمليات هدم عقابية".[18]
- تم تصنيف الأنواع التالية على أنها "عمليات هدم احترازية" من قبل بنمليك وبريبي وكلور، مهما كانت العقوبة التي قد يشعرون بها للعائلات المتضررة.[18]
- مكافحة الإرهاب، من خلال تدمير منشآت المجاهدين مثل مختبرات القنابل ومصانع الأسلحة ومستودعات الأسلحة والذخيرة والمقرات والمكاتب وغيرها. [بحاجة لمصدر]
- التعامل مع شخص متحصن داخل منزل، قد يكون مفخخا، دون المخاطرة بحياة الجنود. [بحاجة لمصدر]
- الدفاع عن النفس، عن طريق تدمير المخابئ المحتملة والقنابل الصاروخية أو مواقع المدافع.[66]
- الهندسة القتالية، وتمهيد الطريق للدبابات وناقلات الجنود المدرعة. [بحاجة لمصدر]
- تدمير المباني المفخخة والمتفجرات من أجل منع الخطر على الجنود والمدنيين. [بحاجة لمصدر]

### ضد
ترفض وكالات الأمم المتحدة وجماعات حقوق الإنسان، مثل منظمة العفو الدولية ولجنة الصليب الأحمر الدولية، التي تعارض هدم المنازل، ادعاءات جيش الاحتلال الإسرائيلي، وتوثق حالات عديدة تدعي فيها أن ادعاءات جيش الاحتلال الإسرائيلي غير صحيحة. يتهمون الحكومة الإسرائيلية والجيش الإسرائيلي بدوافع أخرى:
```
العقاب الجماعي، هو عقاب فلسطيني بريء "على جريمة لم يرتكبها شخصيا".
[
12
]
[
67
]

الاستيلاء على الأراضي الفلسطينية في الضفة الغربية عن طريق الضم 
لبناء الجدار الإسرائيلي في الضفة الغربية
 أو لإنشاء المستوطنات الإسرائيلية أو توسيعها أو إفادة المستوطنات الإسرائيلية بأي طريقة أخرى.
[
12
]
[
68
]

ووفقا للأمم المتحدة، هدم الجيش الإسرائيلي حوالي 1,500 منزل في منطقة رفح فقط في الفترة 2000-2004.
[
69
]
```

في عام 2004 نشرت هيومن رايتس ووتش تقرير "هدم رفح: هدم المنازل جماعي في قطاع غزة". ووثق التقرير ما وصفه بأنه "نمط من عمليات الهدم غير القانونية" من قبل الجيش الإسرائيلي في رفح، وهو مخيم للاجئين ومدينة في الطرف الجنوبي من قطاع غزة على الحدود مع مصر، حيث فقد 16 ألف شخص منازلهم بعد أن وافقت الحكومة الإسرائيلية على خطة لتوسيع "المنطقة العازلة" بحكم الأمر الواقع في مايو/أيار 2004. وكانت المبررات الرئيسية المعلنة من الجيش الإسرائيلي لعمليات الهدم هي الرد على الهجمات على قواته ومنعها، وقمع تهريب الأسلحة عبر الأنفاق من مصر.
وقد تم التشكيك في فعالية هدم المنازل كرادع. وفي عام 2005، لم تجد لجنة تابعة للجيش الإسرائيلي لدراسة هدم المنازل أي دليل على الردع الفعال، وخلصت إلى أن الأضرار الناجمة عن عمليات الهدم تتجاوز فعاليتها.
يعارض عدد من منظمات حقوق الإنسان، بما في ذلك هيومن رايتس ووتش واللجنة المدنية الدولية للحقوق الإنسانية، هذه الممارسة. قالت هيومن رايتس ووتش إن هذه الممارسة تنتهك القوانين الدولية ضد العقاب الجماعي وتدمير الممتلكات الخاصة واستخدام القوة ضد المدنيين. ووفقًا لمنظمة العفو الدولية، فإن "تدمير منازل الفلسطينيين وأراضيهم الزراعية وغيرها من الممتلكات في الأراضي المحتلة، بما فيها القدس الشرقية، يرتبط ارتباطا وثيقا بسياسة إسرائيل طويلة الأمد المتمثلة في الاستيلاء على أكبر قدر ممكن من الأراضي التي تحتلها، لا سيما من خلال إنشاء مستوطنات إسرائيلية". وفي أكتوبر/تشرين الأول 1999، أثناء "عملية السلام" وقبل بدء الانتفاضة الثانية، كتبت منظمة العفو الدولية ما يلي:"يعيش أكثر من ثلث السكان الفلسطينيين في القدس الشرقية تحت تهديد هدم منازلهم. ... وتوجد منازل مهددة في كل شارع تقريبا، ومن المحتمل أن الغالبية العظمى من الفلسطينيين يعيشون في منزل أو بجواره بسبب الهدم".
"يحدث هدم المنازل ظاهريا لأن المنازل مبنية "بشكل غير قانوني" - أي بدون ترخيص. وقد أكد المسؤولون والمتحدثون باسم الحكومة الإسرائيلية باستمرار أن هدم المنازل الفلسطينية يستند إلى اعتبارات تخطيطية ويتم وفقا للقانون. ... لكن السياسة الإسرائيلية تقوم على التمييز. الفلسطينيون مستهدفون ليس لسبب سوى أنهم فلسطينيون. ... [إسرائيل] تميز في تطبيق القانون، وتطبق بصرامة حظر التخطيط حيث يتم بناء المنازل الفلسطينية، وتسمح بحرية بإدخال تعديلات على خطط تعزيز التنمية حيث يقيم الإسرائيليون مستوطنات".
وفي مايو/أيار 2008، قالت وكالة تابعة للأمم المتحدة إن آلاف الفلسطينيين في الضفة الغربية المحتلة يواجهون خطر التهجير لأن السلطات الإسرائيلية تهدد بهدم منازلهم وفي بعض الحالات مجتمعات بأكملها. وقال مكتب الأمم المتحدة لتنسيق الشؤون الإنسانية في تقرير له "حتى الآن، أكثر من 3,000 مبنى يملكه فلسطينيون في الضفة الغربية لديها أوامر هدم معلقة، والتي يمكن تنفيذها على الفور دون سابق إنذار".
غير أن المؤرخ الإسرائيلي يعقوب لوزويك ألمح إلى أن هناك أساسا أخلاقيا لهدم منازل عائلات الانتحاريين، قائلا:
إن هدم منازل المدنيين لمجرد ارتكاب أحد أفراد الأسرة لجريمة أمر لا أخلاقي. ومع ذلك، إذا … القتلة الانتحاريين المحتملين …) ستمتنع عن القتل خوفا من أن تصبح أمهاتهن مشردات، وسيكون من غير الأخلاقي ترك الأمهات الفلسطينيات في بيوتهن دون أن يلمسهن أحد بينما يموت الأطفال الإسرائيليون على متن حافلات المدارس. "
وفي أيار/مايو 2004، صرحت وزارة الخارجية الإسرائيلية علنا:
"... ومن الوسائل الأخرى التي تستخدمها إسرائيل ضد الإرهابيين هدم منازل الذين نفذوا هجمات انتحارية أو هجمات خطيرة أخرى، أو المسؤولين عن إرسال مفجرين انتحاريين في مهامهم الفتاكة. ولا تملك إسرائيل سوى القليل من الوسائل المتاحة والفعالة في حربها ضد الإرهاب. ويستخدم هذا التدبير لتوفير ردع فعال للجناة ومرسليهم، وليس كتدبير عقابي. وقد راجعت محكمة العدل العليا هذه الممارسة وأيدتها".
كان قاضي المحكمة العليا مناحيم مازوز، الذي تقاعد من المحكمة في أبريل/نيسان 2021، أحد القضاة القلائل الذين عارضوا هدم المنازل بسبب تصرفات أحد أفراد الأسرة. قال لصحيفة هاآرتس:
ذهبت ضد التيار بشكل صريح وواع. اعتبرت هدم المنازل عملا غير أخلاقي ومخالف للقانون ومشكوك في فعاليته. كان شعوري أنه تم القيام به لاسترضاء الرأي العام، وأن القيادة أيضا تدرك أن هذا ليس ما سيمنع العمل الإرهابي التالي".
انتقدت وزيرة الخارجية الأمريكية هيلاري كلينتون خطط الحكومة الإسرائيلية لهدم منازل الفلسطينيين في القدس الشرقية، ووصفت الإجراء بأنه انتهاك للالتزامات الدولية. وتميز دراسة فعالية أجراها إفرايم بن مليخ وبريبي وكلور في يناير/كانون الثاني 2015 بين "عمليات الهدم العقابية"، التي تهدم فيها منازل عائلات نشطاء في الدفاع عن أراضيهم، و"عمليات الهدم الاحترازية"، مثل هدم منزل في وضع جيد لاستخدامه من قبل القناصة الفلسطينيين. وتشير نتائجهم، التي تسميها صحيفة "ذا نيو ريببلك" "متفجرة سياسيا"، إلى أن "عمليات الهدم الاحترازية" تسببت في زيادة الهجمات الانتحارية، "بزيادة قدرها 48.7 في المائة في عدد الإرهابيين الانتحاريين من منطقة متوسطة"، بينما في الأشهر التي تلت الهدم مباشرة، تسببت عمليات الهدم العقابية في انخفاض الهجمات الإرهابية بنسبة تتراوح بين 11.7 و14.9 في المائة. ومع ذلك، وصف كلور في وقت لاحق تأثير عمليات الهدم العقابية بأنها "صغيرة ومحلية وتتضاءل بمرور الوقت" وأشار إلى أن السبب الحقيقي لتنفيذها هو "استرضاء الرأي العام الإسرائيلي".

## هوامش
1 حسب زعمهم

## مَراجِع
1. ↑  "Israel/Occupied Palestinian Territories: 70th Session of the UN Committee on the Elimination of Racial Discrimination (CERD), 19 February to 9 March 2007: Update to Comments by Amnesty International on Israel's compliance with its obligations under the In | Amnesty International". 25 مايو 2019. اطلع عليه بتاريخ 2023-12-28.
2. ↑  "Israel and the Occupied Territories: Under the rubble: House demolition and destruction of land and property | Amnesty International". 7 ديسمبر 2014. اطلع عليه بتاريخ 2023-12-28.
3. ↑  'The Israeli Committee Agasinst House Demolitions نسخة محفوظة 05 سبتمبر 2018 على موقع واي باك مشين.
4. ↑  "Document - Israel/Occupied Territories: House Demolition - Amnesty International". مؤرشف من الأصل في 2012-10-23. اطلع عليه بتاريخ 2016-04-18.
5. ↑  House demolitions as punishment B'Tselem - The Israeli Information Center for Human Rights in the Occupied Territories نسخة محفوظة 04 يونيو 2011 على موقع واي باك مشين.
6. 1 2  House demolitions as punishment B'Tselem - The Israeli Information Center for Human Rights in the Occupied Territories نسخة محفوظة 04 يونيو 2011 على موقع واي باك مشين.
7. ↑  Efraim Benmelech, Claude Berrebi, and Esteban F. Klor, 'Counter-Suicide-Terrorism: Evidence from House Demolitions,' in The Journal of Politics, Vol. 77, No. 1 (January 2015), pp. 27-43. نسخة محفوظة 30 نوفمبر 2015 على موقع واي باك مشين.
8. ↑  Ludovica Iaccino, ['Israel's punitive demolition of Palestinian terrorist houses 'decreases suicide attacks','] إنترناشيونال بيزنس تايمز 10 December 2014.
9. 1 2  According to the study “Counter-Suicide-Terrorism: Evidence from House Demolitions,” demolishing the homes of Palestinian terrorists results in “an immediate, significant decrease in the number of suicide attacks.“ Blank، Cynthia (11 ديسمبر 2014). "Study Finds Israeli Home Demolitions Do Deter Terrorists". Arutz Sheva. مؤرشف من الأصل في 2017-08-03. اطلع عليه بتاريخ 2015-01-25.
10. ↑  "The Israeli Committee Against House Demolitions (ICAHD)". ICAHD (بالإنجليزية البريطانية). Archived from the original on 2023-01-07. Retrieved 2019-10-11.
11. ↑  Ruth Michaelson, Sufian Taha and Quique Kierszenbaum, ‘The demolitions are equal to death’: the Palestinian families whose West Bank homes have been bulldozed الغارديان 10 August 2024: "Over 2,000 homes have been demolished by Israel since October 2,155 Palestinians the UN estimates have been displaced across the West Bank in the aftermath of the 7 October. . . Since October, the Israeli government has claimed over 24,000 acres of land in the West Bank as under state control, the largest since the Oslo accords."
12. 1 2 3 4 5 6 7  Israel and the Occupied Territories Under the rubble: House demolition and destruction of land and property نسخة محفوظة 2014-12-07 على موقع واي باك مشين. by منظمة العفو الدولية, 18 May 2004.
13. ↑  "Illegal Construction in Jerusalem by Justus Reid Weiner". مؤرشف من الأصل في 2023-05-11. اطلع عليه بتاريخ 2016-04-18.
14. ↑  Dr. مائير مارغاليت (سياسي), (2007): "No Place Like Home" نسخة محفوظة 2007-09-25 على موقع واي باك مشين.
15. ↑  In a 1987 letter, the British Foreign Ministry indicated that "in view of the Palestine (Revocations) Order in Council 1948 (S.I. 1948/1004, at 1350-51), the Palestine (Defense) Order in Council 1937 and the Defense Regulations 1945 made under it are, as a matter of English law, no longer in force." See Emma Playfair, "Demolition and Sealing of Houses as a Punitive Measure in the Israeli-Occupied West Bank," Al Haq, 33, April 1987.
16. ↑  UK Government (1948). "The Palestine (Revocations) Order in Council, 1948, No. 1004". Statutory Instruments. ج. 1, part 1. ص. 67–68.
17. ↑  Reynolds 2107، صفحة 276.
18. 1 2 3 4 5  Schwartz، Yishai (8 ديسمبر 2014). "Israel Destroys Homes to Deter Terrorists. A New Study Says It Works—But Is It Moral?". The New Republic. مؤرشف من الأصل في 2023-04-07. اطلع عليه بتاريخ 2014-12-09.
19. ↑  Gershom Gorenberg, 'Israel knew all along that settlements, home demolitions were illegal,' نسخة محفوظة 2015-05-20 على موقع واي باك مشين. هاآرتس 19 May 2015.
20. ↑  Hiltermann 1995، صفحات 55–56.
21. ↑  Tolan 2015، صفحة 56.
22. ↑  ICAND 2017.
23. ↑  Bregman 2014، صفحات 152–153.
24. ↑  Bregman 2014، صفحة 153.
25. ↑  Graff 2015، صفحات 173–174.
26. ↑  Efrat 2006، صفحة 89.
27. ↑  B'Tselem 2018a.
28. ↑  B'Tselem 2017c.
29. ↑  B'Tselem 2018c.
30. ↑  B'Tselem 2018d.
31. ↑  Shafir 2017، صفحة 75.
32. ↑  Shulman 2018، صفحة 28.
33. 1 2  Avi Kober,Israel's Wars of Attrition: Attrition Chanllenges to Democratic States Routledge 2009 p.131. نسخة محفوظة 2022-03-18 على موقع واي باك مشين.
34. ↑  "Razing Rafah: Mass Home Demolitions in the Gaza Strip". Human Rights Watch. 17 أكتوبر 2004. مؤرشف من الأصل في 2022-10-06. اطلع عليه بتاريخ 2010-06-10.
35. ↑  Israel: House demolitions -- Palestinians given "15 minutes to leave... نسخة محفوظة 2019-05-27 على موقع واي باك مشين. منظمة العفو الدولية. December 8, 1999
36. ↑  "Razing Rafah - Mass Home Demolitions in the Gaza Strip". Human Rights Watch. 17 أكتوبر 2004. مؤرشف من الأصل في 2023-01-30. اطلع عليه بتاريخ 2018-08-21.
37. ↑  بي بي سي نيوز, "Israel limits house demolitions" نسخة محفوظة 2006-12-15 على موقع واي باك مشين., Thursday, 17 February 2005
38. ↑  "Lords Hansard text for 18 Nov 201018 Nov 2010 (pt 0001)". مؤرشف من الأصل في 2022-05-24. اطلع عليه بتاريخ 2016-04-18.
39. ↑  "Court Orders Home of Jerusalem Yeshiva Terrorist Sealed Off". Haaretz.com. مؤرشف من الأصل في 2021-11-11. اطلع عليه بتاريخ 2016-04-18.
40. ↑  دانيال بايمان, A High Price:The Triumphs and Failures of Israeli Counterterrorism, Oxford University Press p.167.
41. ↑  Al-Krenawai, Graham & Sehwail 2004، صفحة 193.
42. ↑  Hiltermann 1990، صفحة 88.
43. ↑  "U.S. slams Israel for razing home of Palestinian-American who murdered an Israeli". Haaretz. مؤرشف من الأصل في 2022-03-18.
44. 1 2  جدعون ليفي, Alec Levac, 'Israel Razed a Palestinian Mansion as Collective Punishment, U.S. Intervention Be Damned,' نسخة محفوظة 2021-07-17 على موقع واي باك مشين. هاآرتس 16 July 2021:'The Jewish terrorist whose family's home is demolished has yet to be born. The homes of the murderers of the Dawabsheh family and of the teenager خطف وقتل محمد أبو خضير – like the homes of Ami Popper، Haggai Segal and others of their ilk – stand proudly intact.'
45. ↑  "Number of Palestinians made homeless by Israeli demolitions hits four-year high despite pandemic". Independent. 30 أكتوبر 2020. مؤرشف من الأصل في 2023-03-08. اطلع عليه بتاريخ 2020-11-10.
46. ↑  "Israel on track for record number of East Jerusalem home demolitions". Haaretz. 23 أغسطس 2020. مؤرشف من الأصل في 2022-10-18. اطلع عليه بتاريخ 2020-11-11.
47. ↑  "The lament of Iqrit and Kafr Birim". مؤرشف من الأصل في 2008-12-04.
48. ↑  "Contact Us « Rebuilding Alliance". Rebuildingalliance.org. 28 مايو 2010. مؤرشف من الأصل في 2022-03-31. اطلع عليه بتاريخ 2010-10-03.[وصلة مكسورة]
49. ↑  "Al Aqabah Kindergarten and their Village". مؤرشف من الأصل في 2008-10-13.
50. ↑  Through No Fault of Their Own: Israel's Punitive House Demolitions in the al-Aqsa Intifada نسخة محفوظة 2007-07-05 على موقع واي باك مشين.. بتسيلم
51. ↑  Katz, 160
52. ↑  Palestine Facts نسخة محفوظة 2007-07-03 على موقع واي باك مشين.. Palestinian Academic Society for the Study of International Affairs
53. ↑  Katz, 280-281
54. ↑  "New data shows Israeli settlement surge in east Jerusalem". AP. 12 سبتمبر 2019. مؤرشف من الأصل في 2023-05-02. اطلع عليه بتاريخ 2019-09-13.
55. ↑  "New data shows Israeli settlement surge in east Jerusalem". Ynetnews. 9 ديسمبر 2019. مؤرشف من الأصل في 2023-04-16.
56. ↑  Acting the Landlord: Israel's Policy in Area C, the West Bank, نسخة محفوظة 2015-04-05 على موقع واي باك مشين. بتسيلم June 2013 p.19
57. ↑  'Israel's West Bank housing policy by numbers,' نسخة محفوظة 2015-05-18 على موقع واي باك مشين. وكالة معا الإخبارية 10 May 2015.
58. ↑  "Israel destroys homes in Humsa Al-Bqai'a Bedouin community". NRC. مؤرشف من الأصل في 2022-09-06.
59. ↑  "Norwegian Refugee Council: Israel must immediately halt forcible transfer of Palestinian community". WAFA Agency. مؤرشف من الأصل في 2022-09-06.
60. ↑  Fourth Geneva Convention نسخة محفوظة 2007-07-06 على موقع واي باك مشين., International Committee of the Red Cross
61. ↑  Shahak 1974، صفحة 184.
62. ↑  HRW 2017a.
63. ↑  Alan Dowty, The Jewish State: A Century Later, University of California Press, 2001, (ردمك 0-520-22911-8), p. 217.
64. ↑  Gerson, Allan. Israel, the West Bank, and International law, Routledge, 28 September 1978, (ردمك 0-7146-3091-8), p. 82.
65. ↑  Roberts, Adam, "Decline of Illusions: The Status of the Israeli-Occupied Territories over 21 Years" in International Affairs (Royal Institute of International Affairs 1944-), Vol. 64, No. 3. (Summer, 1988), pp. 345-359., p. 350
66. ↑  "ZNet |Mideast | Israel's Top Court Approves Razing Palestinian Homes". مؤرشف من الأصل في 2005-03-12. اطلع عليه بتاريخ 2008-04-17. Israel's top court approves razing Palestinian homes, Znet
67. ↑  Article 33 of the Fourth Geneva Convention نسخة محفوظة 2007-07-14 على موقع واي باك مشين., International Committee of the Red Cross
68. ↑  Update to Amnesty International's briefing to the Committee on the Elimination of Racial Discrimination نسخة محفوظة 2019-05-25 على موقع واي باك مشين. , AmnestyInternational, 1 February 2007
69. ↑  "Israeli troops raze Rafah houses". BBC News. 12 أغسطس 2004. مؤرشف من الأصل في 2022-03-18. اطلع عليه بتاريخ 2010-05-04.
70. ↑  "Razing Rafah - ACKNOWLEDGEMENTS". Human Rights Watch. 17 أكتوبر 2004. مؤرشف من الأصل في 2022-03-18. اطلع عليه بتاريخ 2009-09-28. {{استشهاد بدورية محكمة}}: الاستشهاد بدورية محكمة يطلب |دورية محكمة= (مساعدة)
71. 1 2  "Razing Rafah - I. SUMMARY". Human Rights Watch. 17 أكتوبر 2004. مؤرشف من الأصل في 2022-03-18. اطلع عليه بتاريخ 2009-09-28. {{استشهاد بدورية محكمة}}: الاستشهاد بدورية محكمة يطلب |دورية محكمة= (مساعدة)
72. ↑  "Razing Rafah". Human Rights Watch. 17 أكتوبر 2004. مؤرشف من الأصل في 2022-09-01. اطلع عليه بتاريخ 2009-09-29.
73. ↑  "Razing Rafah - IV. THE SECURITY SITUATION IN RAFAH". Human Rights Watch. 17 أكتوبر 2004. مؤرشف من الأصل في 2022-12-28. اطلع عليه بتاريخ 2009-09-28. {{استشهاد بدورية محكمة}}: الاستشهاد بدورية محكمة يطلب |دورية محكمة= (مساعدة)
74. ↑  "Is the House Demolition Policy Legal under International Humanitarian Law?". مؤرشف من الأصل في 2007-09-28.
75. ↑  "Gaza: IDF House Demolition Injures Refugees (Human Rights Watch Press release, Gaza, October 24, 2002)". www.hrw.org. مؤرشف من الأصل في 2022-12-28.
76. 1 2  "Document". مؤرشف من الأصل في 2023-05-10. اطلع عليه بتاريخ 2016-04-18.
77. ↑  "Israeli demolition threatens 3,000 Palestinian homes: UN - Yahoo! Canada News". مؤرشف من الأصل في 2021-03-07.[وصلة مكسورة]
78. ↑  Yaacov Lozowick (2004): "Right to Exist: A Moral Defense of Israel's Wars" (ردمك 1-4000-3243-1). p.260
79. ↑  "2BackToHomePage3". مؤرشف من الأصل في 2021-09-16. اطلع عليه بتاريخ 2016-04-18.
80. 1 2  Gidi Weitz (30 ديسمبر 2021). "Supreme Court Justice Mazuz Stunned Israel When He Retired. He Finally Explains Why". Haaretz. مؤرشف من الأصل في 2022-05-25.
81. ↑  Glenn، Kessler (5 مارس 2009). "Clinton Criticizes Israel's Eviction, Demolition Plans". Washington Post. مؤرشف من الأصل في 2022-03-18. اطلع عليه بتاريخ 2009-04-15.
82. ↑  Rosenberg، Yair (9 ديسمبر 2014). "Study Finds Israeli House Demolitions Deter Terrorism". Tablet. مؤرشف من الأصل في 2021-09-26. اطلع عليه بتاريخ 2014-12-10.